# Koloturnik
Koloturnik se sastoji od više kolotura, obično od kombinacije nepomičnih i pomičnih kolotura, a koristi se za podizanje teških tereta. Koloturnici se dosta primjenjuju na brodovima.

## Arhimedov koloturnik
Arhimedov ili obični koloturnik se sastoji od nekoliko pomičnih i nekoliko nepomičnih kolotura koje su smještene u dva kućišta. Gornje kućište je učvršćeno, a donje je pomično. Preko kolotura prolazi uže, pa na jednom kraju djeluje sila F, dok je drugi kraj pričvršćen na gornje nepomično kućište. Donje se kućište giba zajedno s teretom. Ako je n broj svih kolotura, broj nosećih užeta je isto n. Budući da svako uže nosi dio tereta G/n, to je za dizanje tereta potrebna sila ne uzevši u obzir trenje:
{\displaystyle F_{\rm {}}={\frac {G}{n}}}

## Potencijalni koloturnik
Potencijalni koloturnik sastoji se od jedne nepomične i nekoliko (n) pomičnih kolotura. Svaka pomična kolotura ovijena je posebnim užetom. Kod potencijalnog koloturnika vrijedi:
{\displaystyle F_{\rm {}}={\frac {G}{2^{n}}}}

## Diferencijalni koloturnik
Iz praktičnih razloga broj kolotura ne smije prijeći određenu granicu jer bi se trenje znatno povećalo i užeta bi se dodirivala. To je uzeto u obzir kod diferencijalnog koloturnika. Diferencijalni koloturnik se sastoji od nepomične dvostruke koloture, nasađene na istoj osovini, i od pomične koloture preko kojih ide beskrajno uže. Mjesto kolotura mogu biti lančanici s lancem. Kod njega vrijedi:
{\displaystyle F=G\cdot {\frac {R-r}{2\cdot R}}\ }
gdje je : R – promjer veće koloture, a r – promjer manje koloture.

## Trenje kod koloturnika
Trenje se javlja u ležajevima koloturnika i pri namatanju konopa. Zbog toga je potrebna sila od 4 do 6% veća od proračunate sile F. Trenje je to veće što ima više kolotura. Zbog toga se obično ne rade koloturnici s više od tri pomične koloture. Kod diferencijalnog koloturnika s lancem trenje je naročito veliko što ustvari ima izvjesnu prednost. Zbog velikog trenja diferencijalni koloturnik može biti samokočan (teret se ne spušta kada se lanac ne nateže). 